# Château de Réquista
Ne doit pas être confondu avec le château de Réquistat dans le Cantal.
Le château de Réquista est un château situé à La Bastide-l'Évêque, en France.

## Localisation
Le château est situé sur la commune de La Bastide-l'Évêque, dans le département français de l'Aveyron.

## Historique
Construit et possédé vers 1530 par Jean II de Patras, marchand de cuivre de Villefranche-de-Rouergue, marié à Catherine de Resseguier.
En 1637, son petit-fils Jean IV Patras, marchand marié en 1617 à Marguerite Albouy, fait reconnaissance à l'évêque pour son château de Requista.
Il est aujourd'hui possédé par Jean-Eudes Le Meignen, maire du Bas Ségala.

## Protection, visites
L'édifice est inscrit au titre des monuments historiques en 1978.

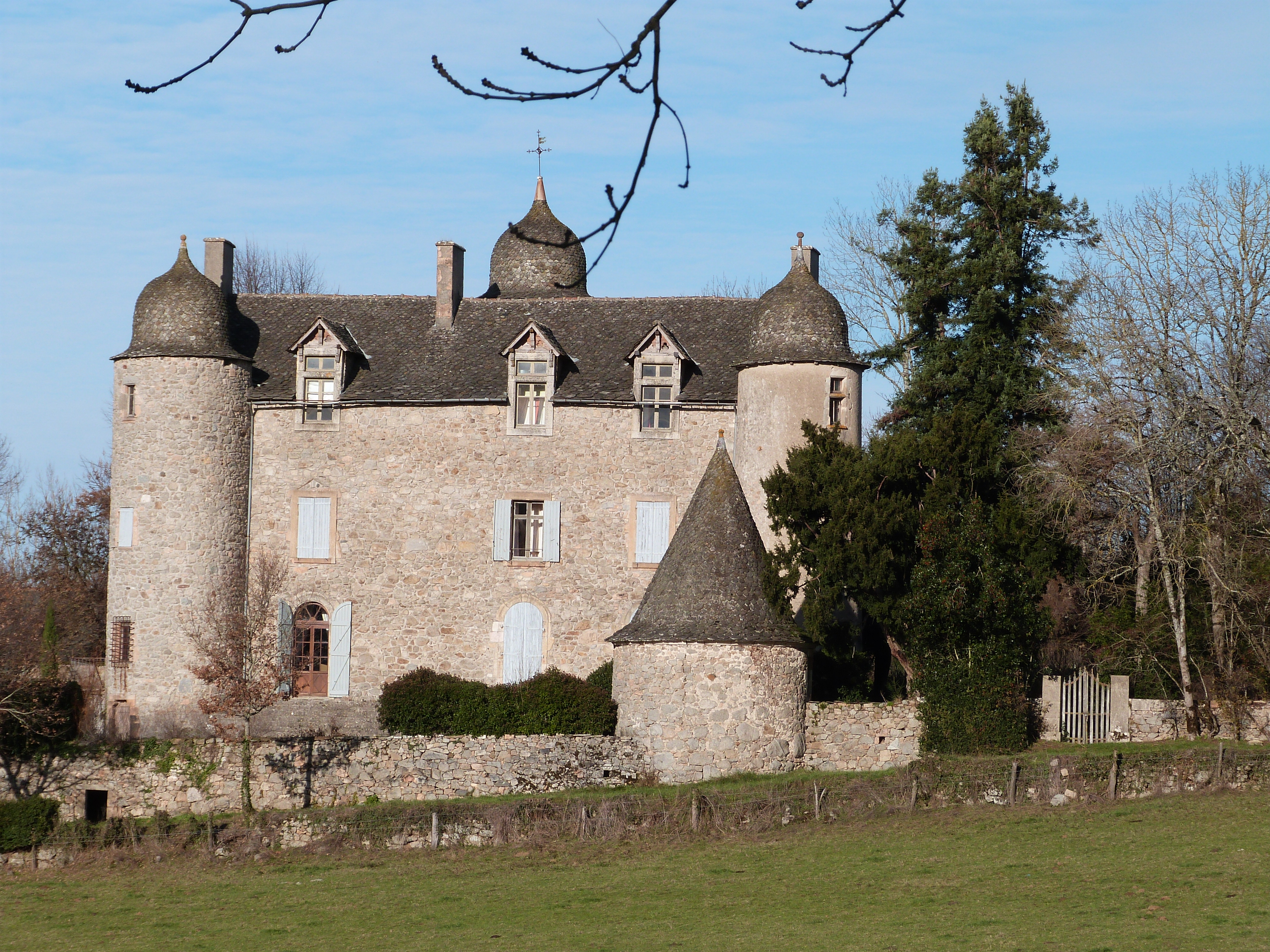
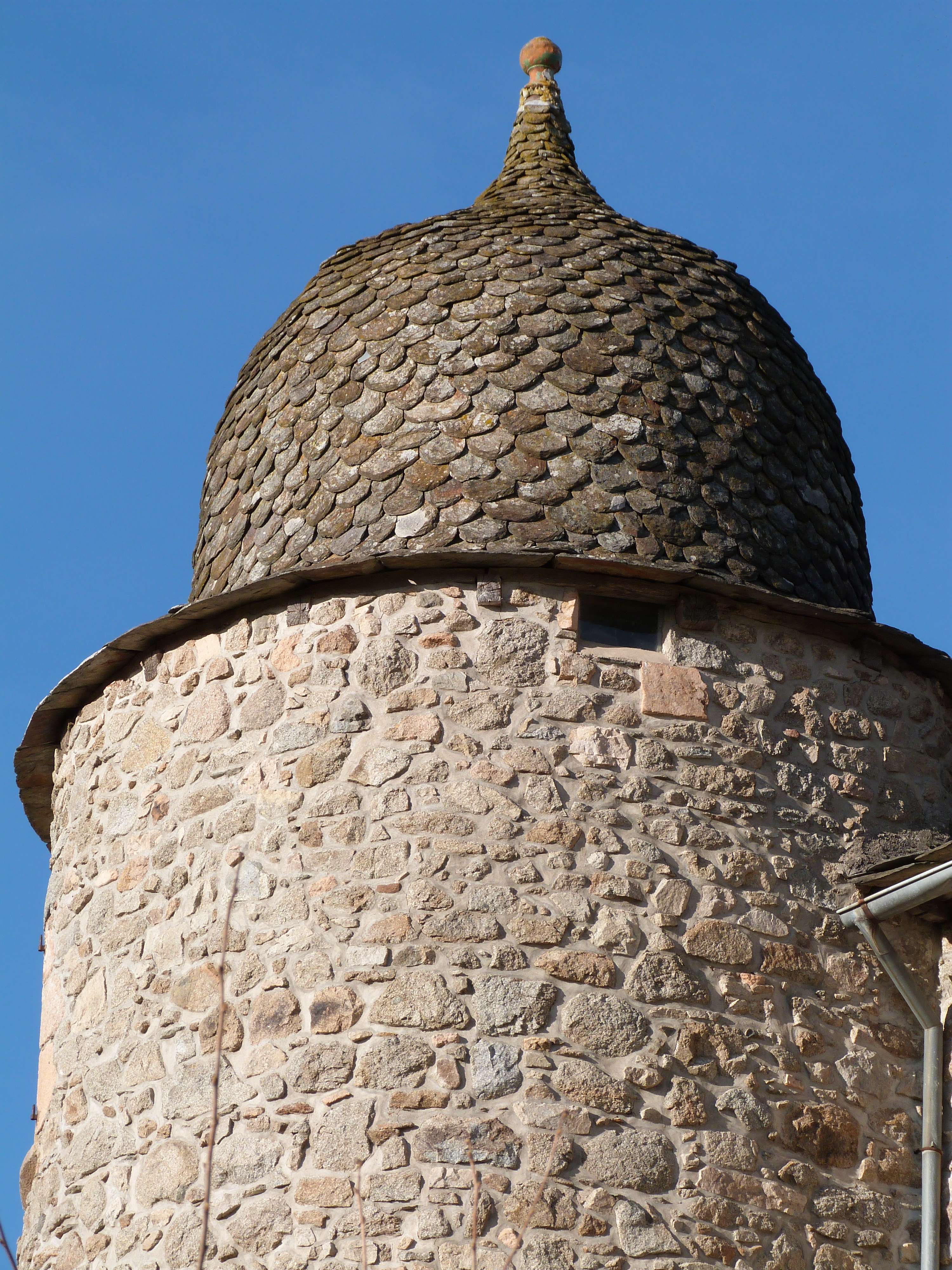
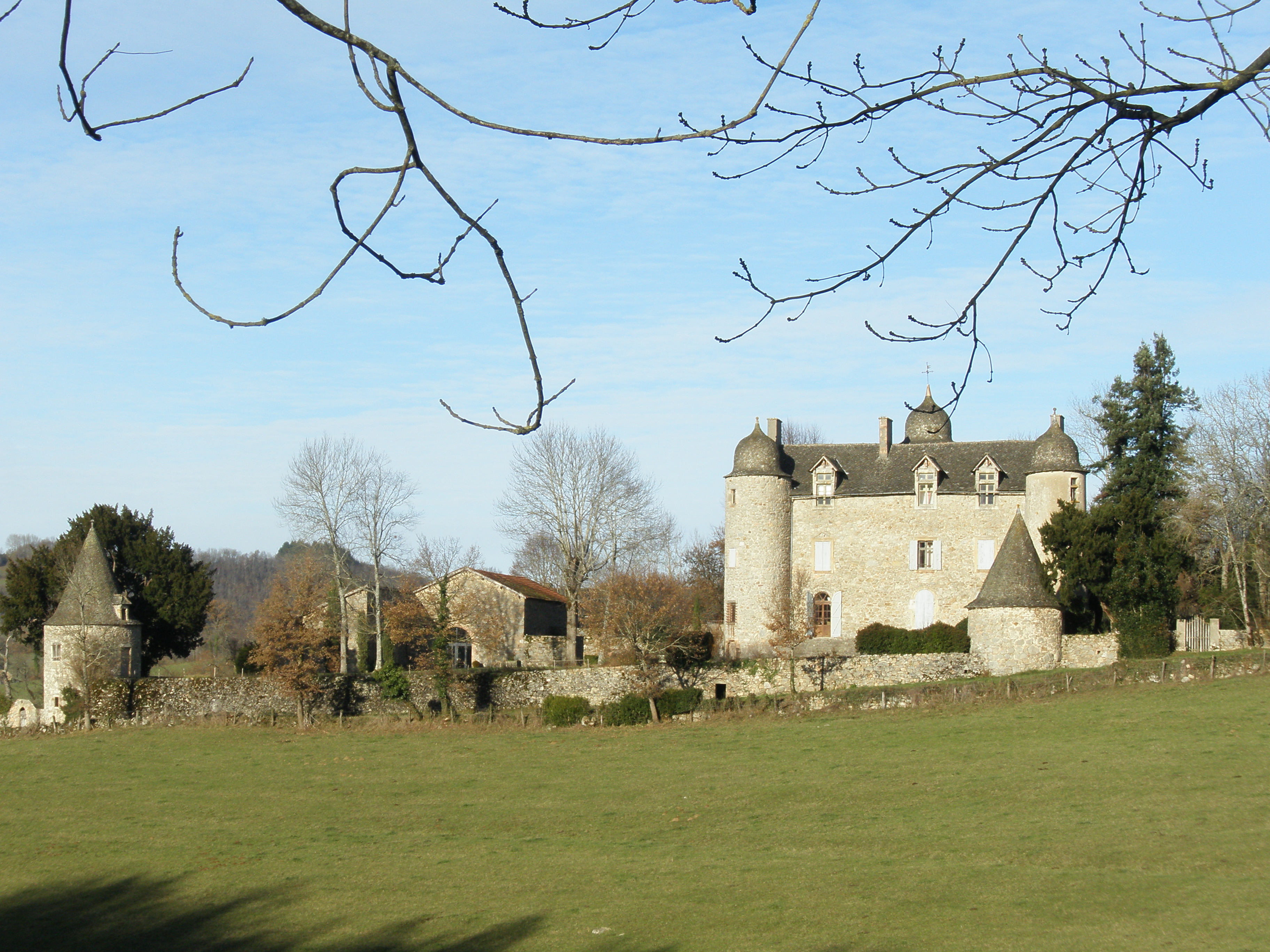